# 274-та піхотна дивізія (Третій Рейх)
274-та піхотна дивізія (Третій Рейх) (нім. 274. Infanterie-Division) — піхотна дивізія Вермахту, що входила до складу німецьких сухопутних військ у роки Другої світової війни.

## Історія
26 травня 1943 року було видано наказ про формування 274-ї піхотної дивізії, з німецьких окупаційних частин, що перебували на території Норвегії. Створення з'єднання тривало до 1 липня. Дивізія виконувала окупаційні функції.
Гренадерські полки дивізії під номерами 862-й і 865-й, а також його артилерійський полк були набрані з батальйонів і підрозділів інших дивізій, що базувалася в Норвегії:
- батальйони 862-го гренадерського полку раніше були 2-м батальйоном 730-го гренадерського полку (710-та піхотна дивізія), 1-м батальйоном 355-го гренадерського полку (214-та піхотна дивізія) і 2-м батальйоном 469-го гренадерського полку (269-та піхотна дивізія).
- батальйони 865-го гренадерського полку раніше були 3-м батальйоном 334-го стрілецького полку (181-ша піхотна дивізія), 3-м батальйоном 340-го гренадерського полку (196-та піхотна дивізія) і 3-м батальйоном 345-го гренадерського полку (199-та піхотна дивізія).
- три дивізіони 274-го артилерійського полку раніше були 2-м дивізіоном 214-го артилерійського полку (230-та піхотна дивізія), 2-м дивізіоном 269-го артилерійського полку (269-та піхотна дивізія) і 3-м дивізіоном 222-го артилерійського полку (181-ша піхотна дивізія).

862-й і 865-й гренадерські полки також називалися фортечними піхотними полками.
Дивізія не брала бойових дій до капітуляції німців у травні 1945 року. Згодом особовий склад з'єднання був узятий у полон британськими військами.

## Райони бойових дій
- Норвегія (травень 1943 — травень 1945).

## Командування

### Командири
- генерал-лейтенант Вільгельм Руссвурм (нім. Wilhelm Rußwurm) (1 червня 1943 — 27 жовтня 1944);
- генерал-лейтенант Курт Векманн (нім. Kurt Weckmann) (27 жовтня 1944 — 8 травня 1945).

### Підпорядкованість
| Час       | Корпус     | Армія            | Група армій (округ) | Штаб      |
| --------- | ---------- | ---------------- | ------------------- | --------- |
| 1943      |            |                  |                     |           |
| 26 травня | формування | формування       | формування          | Ставангер |
| вересень  | LXX ак     | Армія «Норвегія» | —                   | Ставангер |
| 1944      |            |                  |                     |           |
| січень    | LXX ак     | Армія «Норвегія» | —                   | Ставангер |
| 1945      |            |                  |                     |           |
| січень    | LXX ак     | 20 А             | —                   | Ставангер |

### Склад
| 1944                            |
| ------------------------------- |
| 862-й гренадерський полк        |
| 865-й гренадерський полк        |
| 274-й артилерійський полк       |
| 274-й інженерний батальйон      |
| 274-та дивізійна рота зв'язку   |
| Допоміжні частини 274-ї дивізії |